# 西鉄6000形電車
西鉄6000形電車（にしてつ6000けいでんしゃ）は、1993年（平成5年）に登場した西日本鉄道天神大牟田線の通勤形電車。
本項では、1995年（平成7年）に登場した西鉄6050形電車（にしてつ6050けいでんしゃ）及び6050形を改造した観光列車の「THE RAIL KITCHEN CHIKUGO」についても記述する。

## 概要
天神大牟田線に投入した西鉄初の片側4扉車両である。
客扉は西鉄福岡駅（当時）の発着線が数年間2線に減少し西鉄福岡（当時） - 西鉄平尾間の連続立体化工事が実施され所要時間が増加することから、片側4つ配置されている。
6000形・6050形を合計し59両が製造された。
その後、列車両数の変更等により2両固定編成の用途が少なくなったため、6000形の2両編成は1999年に中間車を増備して3両編成とした。
5000形などの既存車両との併結運転は不可能である。6000形と6050形、また後に製造した7000・7050形との併結運転が可能である。

## 車両概説

### 車体
前面は5000形に準じ、運転席側のみパノラミックウインドウとした貫通構造であるが、屋根部の曲線を緩やかにし、前面窓の下部に前照灯と尾灯を搭載し、前面窓の上部には、種別表示灯を設けている。前面下部では排障器（スカート）大型化するとともに電気連結器の採用によりジャンパ連結器をなくしたところなどが5000形との主な相違点である。また福岡方先頭車の前面幌の受け金は省略した。側面については客用扉を4か所配置とするとともにに、客室側窓は2段式ユニット窓から側面扉間は1段下降式の大型窓に改め、車端部及び妻面窓の一部を固定式としている。扉間に2枚の窓を配している。
2011年の6006編成の重要部検査出場より車体更新を開始した。更新内容は以下の通りである。
- ドアの更新
- ドア付近の床面色の変更
- シートモケットの変更
- 優先席の窓ブラインドの変更
- 大牟田方先頭車に車椅子スペースを新設。

2017年現在、全車両の連結部に転落防止幌を設置している。

### 車内
本形式より8000形に準じた平天井構造とした。

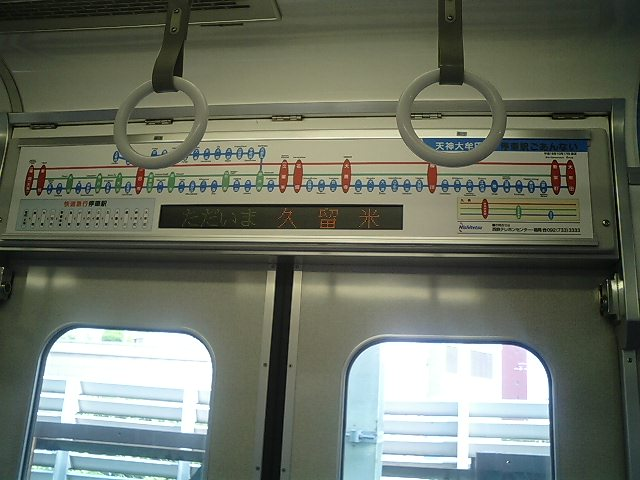
設置されている案内表示装置

座席はすべてロングシートで、モケットの色は優先座席がブルー、そのほかはローズピンクとしている。福岡方の先頭車の大牟田方及び、大牟田方先頭車の福岡方車端部に譲り合いシート(優先席)を設置。また、乗降扉と座席との間の立客スペースは優先席側を広くとっている。また、車椅子スペースは優先席の位置に座席を2人分の席を残し設置した。車内非常通報装置は1両につき2箇所設置され、本形式より客室と乗務員双方通話が可能な仕様とした。
壁面と天井部は白色デコラ仕上げで、客用扉の室内側もデコラを貼付している。冷房装置は、8000形に準じたマイコン式空調制御方式の分散式ユニットクーラーを装備、送風装置として循環式ラインフローファンを設置している。
1999年に導入したサ6000は網棚の形状が異なる。
2006年2月からLED式車内案内表示装置・ドアチャイム・音声合成式自動案内放送装置の設置を行い、全編成に設置した。　　

#### 運転装置
運転台は8000形にに続きワンハンドルマスコンを採用し、高運転台構造としている。運転台前面は、左側から「双針圧力計」「時計置き」「速度指示計」「速度照査表示」「扉閉・扉閉短絡　表示類」「モニタ装置」となっている。また、本形式よりタッチパネルを採用したことにより、方向幕の設定をモニタで行う仕様となった。(8000形のモニタ表示器は故障箇所や動作箇所を点灯させ知らせるものでタッチパネルではない。)また、運転台左側に2箇所、インターホンを設置しているが、上側が運転指令、下側が車内非常通報装置と会話ができ、車掌及び運転士とは上下どちらを使用しても良い。前後進切換スイッチは、車掌台に設けている。
2019年12月より運転士支援システム「GPS Train Navi」導入に際し、車載端末装置を差し込む取り付け金具を、運転台向かって左側に新設。(運転士支援システムの導入はその後。)
貫通扉は、車掌台側にオフセットされるため、運転台左側に仕切りを設けている。

### 機器類
台車は、川崎重工業製の円筒ゴム軸箱支持方式空気バネ台車のKW-60A（電動車）/KW-61A（付随車）を採用している。
制御方式は8000形をベースにした抵抗制御で、ブレーキシステムも8000形と同一の電気指令式（直通・発電）を採用した。応荷重、直通予備ブレーキつきである。
先頭車両の前面連結器は従来西鉄が大牟田線の車両で採用してきたトムリンソン式密着連結器に代わり、分割併合作業の容易化のため96芯電気連結器付きの廻り子式密着連結器とした。中間車両と連結する中間連結器は、棒状連結器を本形式より採用した。
非常時には5000形以前のトムリンソン式連結器付きの車両とも連結できるように、各車の床下に緊急用の中間アダプターを搭載している。
集電装置は、磁気操作式下枠交差型パンタグラフをモ6300、モ6700に搭載している。
空調装置は分散型ユニットクーラーを各車の屋根上に4基搭載する。

## 6050形

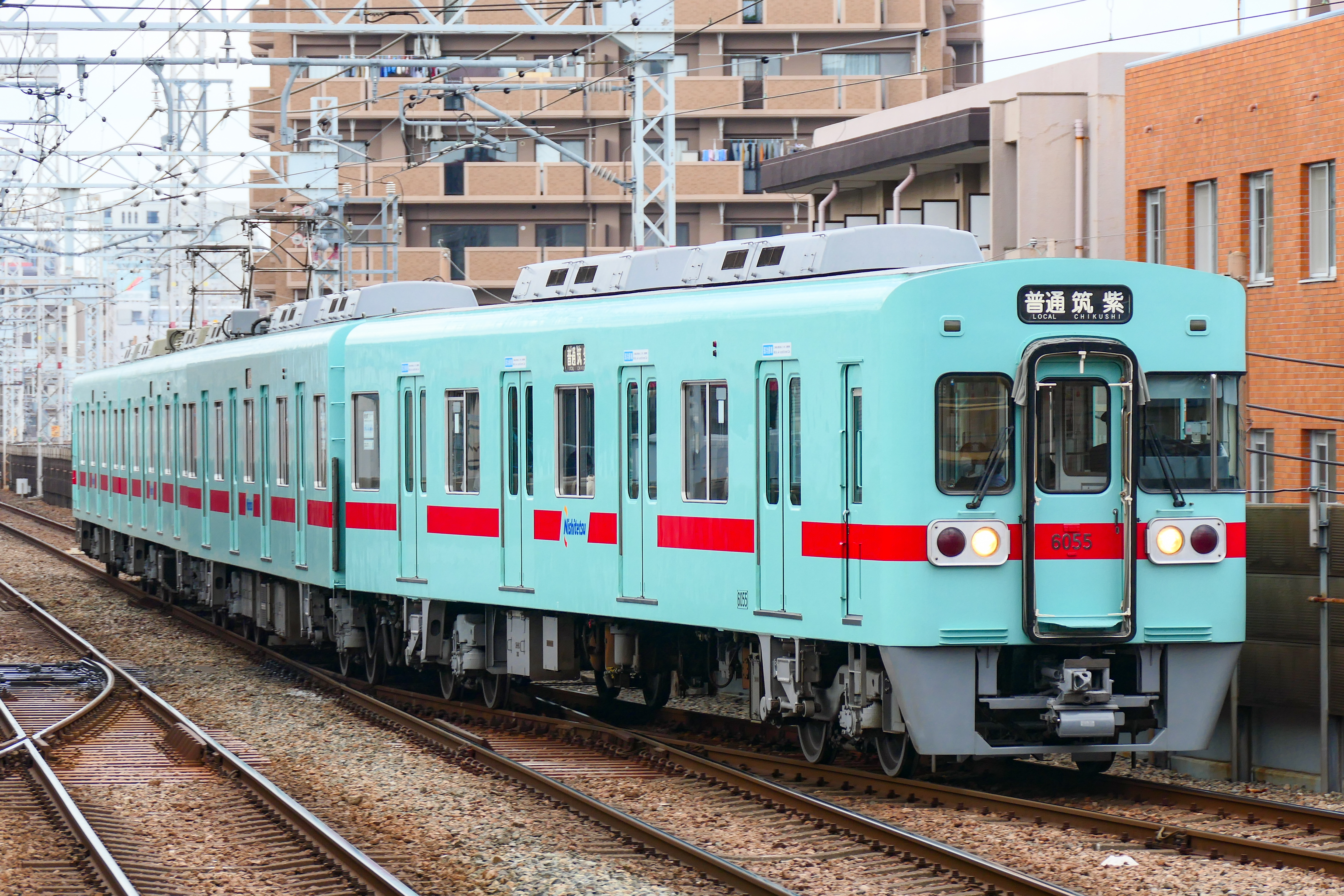
6050形（2022年12月 大橋駅）

1995年（平成7年）に導入されたマイナーチェンジ車で、VVVFインバータ制御を採用した。1999年（平成11年）までに4両編成5本、3両編成2本の計26両を製造した。
定格出力4,500V、2,300AのGTOサイリスタによる三菱製VVVFインバータ制御装置を採用したため、機器類が一新された。制御装置は1基で4個のかご形三相誘導電動機を駆動する1C4M方式を1ユニットとし、2ユニットを一つの筐体に一括して搭載している。このうち1ユニットが故障しても運転台からの操作で故障ユニットを解放することが可能である。
ブレーキシステムは回生ブレーキをVVVFインバータ制御装置と協調させるため、デジタル電気演算型電気指令式空気ブレーキを採用している。
台車は電動車をKW-60Bに変更したが、付随車は6000形と同型としている。
車内では、メンテナンスの軽減を図った三相かご形誘導電動機を採用したため、電動車床面の点検用蓋を省略したほかは6000形と共通である。運転室・運転台機器については、定速運転が可能となったため、運転台右側に「定速運転」ボタンを追加した。
車体外観上も乗務員扉脇に「VVVF」のロゴマークが配しているほかは6000形との相違はない。なお、2007年から2008年初頭にかけて順次「VVVF」のロゴを撤去し、車体外観上は車両番号以外での見分けがつかなくなった。
6050形は1997年（平成9年）までに4両編成5本、3両編成1本の計23両を製造した。6156編成では、スクロール式空気圧縮機を初めて採用した。
1999年には3両固定編成の6157編成を製造した。この6157編成は全体的に省コスト化、省メンテナンス化を図り、西鉄初のボルスタレス台車KW-161（電動車）/KW-162（付随車）を採用したほか、車輪のフラット発生防止のため増粘着噴射装置(セラジェット)を初採用している。扉間客室側窓は1枚の大型窓とし、第2扉〜第3扉間の側窓は固定窓に変更。客用扉室内側はステンレス無塗装仕上げとした。網棚はこれまでの金網式からパイプ式に一新した。
また、6000形と同様に連結部に転落防止幌の設置、LED式車内案内表示装置とドアチャイムと音声合成式自動案内放送装置の設置を行い、全編成に設置した。
2016年春より車体更新・機器更新を実施した。内容は以下の通りである。
- 保守が困難となったため、VVVFインバータ制御装置を三菱電機GTOサイリスタ-VVVFインバータ制御装置から、2群構成の次世代半導体素子SiCを採用し省エネ性能を向上させた三菱製VVVFインバータ制御装置に交換。
- 補助電源装置を2重系によるバックアップ機能を有したのもに交換。
- 乗降用ドアをステンレス製のものに交換。
- 車輪回転検知方式の滑走防止装置の新設。
- 室内灯をLED照明に変更。
- 3両固定編成の大牟田方先頭電動車（モ6150）を制御車（ク6150）に変更。

## 形式番号・編成
車両番号は以下の種類に分かれる。
編成毎に車両番号の末尾2桁の数字は統一しており、6000形4連は01から、6050形は51から付番している。
[6000形　4両固定編成]
- 6000 (Tc1・ク6000) :　大牟田方制御車
- 6200 (M1・モ6200) :　大牟田方中間電動車、パンタグラフなし。
- 6300 (M2・モ6300) :　福岡方中間電動車、パンタグラフを2基搭載。
- 6500 (Tc2・ク6500) :　福岡方制御車

[6000形　3両固定編成]
- 6700 (Mc1・モ6700) :　大牟田方制御電動車、パンタグラフを2基搭載。
- 6900 (T・サ6900) :　付随車
- 6800 (Mc2・モ6800) :　福岡方制御電動車、パンタグラフなし。

[6050形　4両固定編成]
- 6050 (Tc1・ク6050) :　大牟田方制御車
- 6250 (M1・モ6250) :　大牟田方中間電動車、パンタグラフなし。
- 6350 (M2・モ6350) :　福岡方中間電動車、パンタグラフを2基搭載。
- 6550 (Tc2・ク6550) :　福岡方制御車

[6050形　3両固定編成(6156編成・6157編成)]
- 6150 (Tc1・ク6150):　大牟田方制御車(元制御電動車)
- 6350 (M・モ6350) :　中間電動車、パンタグラフを2基搭載。
- 6550 (Tc2・ク6550) :　福岡方制御車

[6050形　3両固定編成　6053編成](THE RAIL KITCHEN CHIKUGO)
- 6050 (Tc1・ク6053) :　大牟田方制御車　(6053号車)
- 6350 (M・モ6353) :　中間電動車、パンタグラフを2基搭載。(6353号車)
- 6550 (Tc2・ク6553) :　福岡方制御車　(6553号車)

## 運用
天神大牟田線および太宰府線で5000形とともに主力車両として運用についている。6000形と6050形の運用は共通である。
4両編成は普通列車に充当されるほか、ラッシュ時に3両編成の増結し、7両編成で優等列車の運行を担う。3両編成、6両編成の定期運用は設定されていない。なお、早朝に4両編成による急行の運用を担っている。
2010年3月まで朝ラッシュ時に4両固定編成同士を連結した8両編成で、快速急行として充当されていた。この快速急行は6000・6050形の限定運用としていた。また、過去には日中に3両編成を2本併結した6両編成の急行運用が存在していたが、2007年8月27日に3000形に置き換えてからは、6両運用はない。
その後、2022年3月より7000形との異形式併結運用が始まったことにより6両運用が再開されている。

### コンセプト

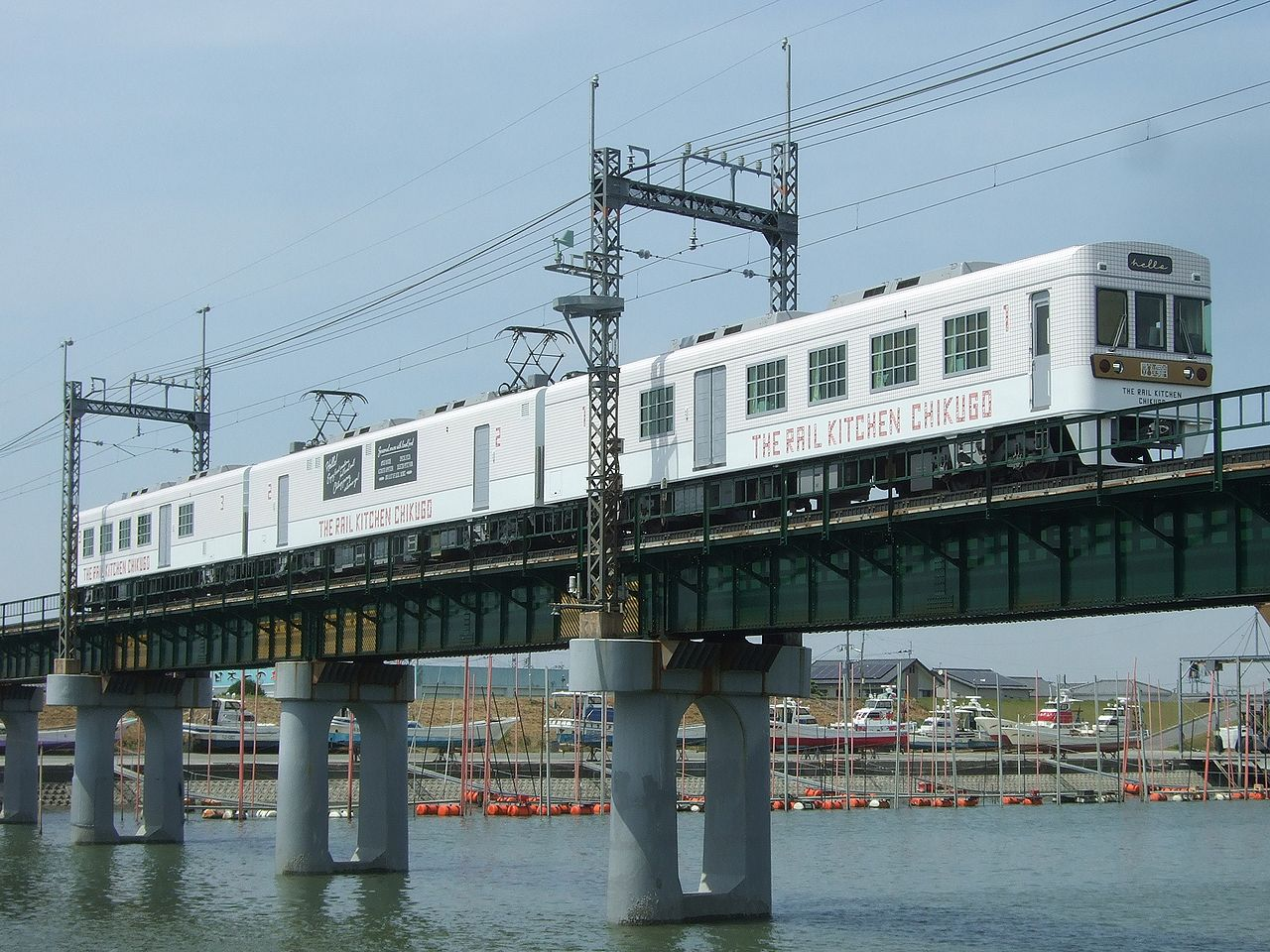
THE RAIL KITCHEN CHIKUGO編成

## THE RAIL KITCHEN CHIKUGO

### 導入まで
- 2017年4月12日　
沿線地域の活性化・価値向上を目指し、新型観光列車導入について発表。
- 2018年1月25日
列車名称、デザイン、車両概要について発表。[6]
- 2018年4月26日
料理内容、料理監修者、運行概要、webサイトの開設について発表。
- 2018年8月31日
筑紫車両基地にて改造中の6053編成と比較対象として6157編成を報道公開。
- 2018年10月18日
　料金、所要時間、webサイトのリニューアルについて発表。
- 2019年2月1日
完成した車両(外観・車内)を筑紫車両基地にて報道公開。
- 2019年2月26日
クルーの制服、食器について発表。
- 2019年3月11日
オリジナルニモカ、グッズの販売について発表。
- 2019年3月23日
旅客営業運行開始。福岡(天神)駅にて出発式を挙行。

### 車両

#### パートナー企業
全体プロデュースとして、飲食等のオペレーション事業、プランディングプロデュース事業等に取り組む(株)トランジェットジェネナルオフィス、車両デザインとして、インテリアデザインの他に家具の販売やカフェの営業、イベントなども手がける(有)ランドスケーププロダクツを起用。

#### クリエイティブメンバー
外装・ロゴデザインとしてパッケージや書類などのグラフィックデザインを基礎に制作を行なっている、グラフィックデザイナーの福岡南央子氏、TINパネルデザインとして国内外でのデザインワークアートプロジェクトへの参加など活動多数のアーティスト鹿児島睦氏が担当。

#### 概要
6050形6053編成を種車とし、中間電動車6253号車を廃車として3両編成に組み換えした。6253号車にあった機器を付け替え、車両制御装置・補助電源装置などは6353号車に搭載。また、6353号車に水タンクを設置。
前面の前照灯は、LEDのものに変更。台車は従来のものと同一だが、先頭車両には、車輪回転検知方式の滑走防止装置を、中間車両には、増粘着噴射装置(セラジェット)を装備。

#### 外装
キッチンクロスをモチーフにした、美味しさと清潔感を表現したデザインとし、車体側面にロゴを配している。
先頭車両は非貫通型に変更し、先頭前面方向幕に「hello」の文字を入れている。
車両側面のドアについては、1号車の東・西側第1・2・4扉、2号車の東・西側第2・3扉、3号車の東・西側第1・3・4扉を廃止。また、2号車の東・西側第1・4扉については、両引き戸を片引き戸に変更。また、全ての車体側面扉を空調効果の維持・きめ細かなサービス提供のため、半自動機能としている。
車体側面の窓については、1号車東・西側福方の車端部、2号車の東側全て、3号車東・西側大方の車端部の箇所を廃止。また妻面の窓についても全て廃止。
その他については、車体側面・妻面に換気口を設置。

#### 内装
天井には八女市の伝統工芸の竹編みが展示されており、これらは久留米藍胎漆器の職人が全て手作業で編み上げており、八女市とうきは市に一部にしか生育しない「皮白竹(かしろだけ)」も一部使用している。
2号車のキッチンにはカウンターに、線路に敷いているバラストを砕いてタイルにしたものを使用しており、一部は床として使用している。
また、壁や床など車両の随所で使用している”いぶし銀”の城島瓦。400年以上の歴史を持ち独特の光沢を放つ。本列車のために開発された多色の瓦は、炭素膜をコントロールしたもので、3000枚を超える瓦は全て手作業で作られている。
西鉄では初のトイレ付き車両となる。

### 運行
2022年8月までは金・土・日と祝日、西鉄福岡（天神） - 太宰府間を1日1便、西鉄福岡（天神） - 大牟田間を1日上下1便ずつ運行し、午前10時前に福岡（天神）駅を出発して10時半頃に太宰府駅に到着する「カフェ太宰府の旅」、正午前に福岡（天神)駅を出発し大牟田駅に14時半前に到着する「地域を味わうランチ筑後の旅」、16時前に大牟田駅を出発し18時過ぎに福岡(天神)駅に到着する「地域を味わう季節限定コース」として運行していた。
2019年6月21日より、「カフェ太宰府の旅」で当日空席がある時に限り、西鉄福岡（天神）駅での当日運行分販売を開始した。
2022年9月1日よりコース及び運行日程が変更になり毎週木・金・土・日・祝日運行に変更、コースを西鉄福岡（天神）発着（花畑駅折り返し）の「地域を味わうアーリーランチ」と、西鉄福岡（天神） - 大牟田間（柳川駅で下車可）の「地域を味わうレイトランチ」となり、これまでの季節のピザをメインにしていたものから3人の新しい料理監修者によるコース料理に変更になった。
2024年3月16日のダイヤ改正に伴い、同日出発分より平日のコースが変更になる（土日祝は発着時刻のみ変更）。木曜と金曜は各1便ずつの運行となり、専用コースが設定される。木曜は「-福岡発着- 地域を味わう ランチコース」で、福岡（天神）駅を11時台に出発、花畑到着後30分の記念撮影や緑線駅みやげ出張販売（不定期）を楽しんだ後再度福岡（天神）駅へ戻る。金曜は、「-福岡発太宰府経由大牟田行き- 地域を味わう旅ランチ」で、10時前に福岡（天神）駅を出発した後太宰府へ。太宰府では80分の下車観光が可能で、太宰府駅から乗車することも可能。その後木曜同様花畑駅で30分停車し、柳川（途中下車可）、大牟田へと向かうコースになる。